# Список банков, лишённых лицензии в 1998 году (Россия)

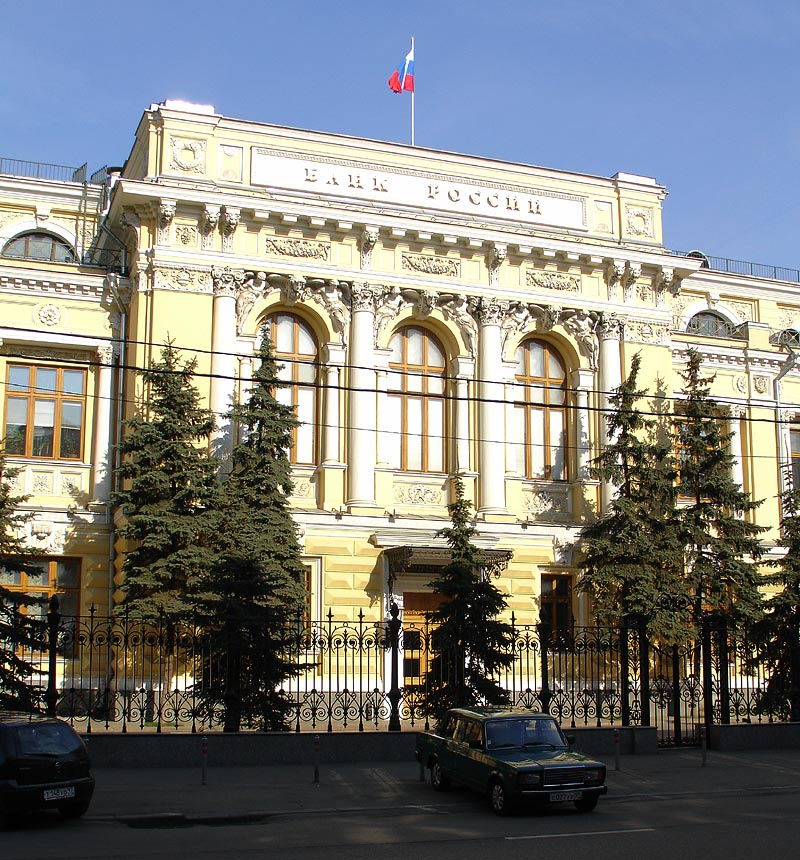
Здание Центрального Банка России на Неглинной

В список включены все кредитные организации России, у которых в 1998 году была отозвана или аннулирована лицензия на осуществление банковской деятельности.
В 1998 году Центральным Банком России были отозваны лицензии у 239 кредитных организаций

## Легенда
Список разбит на четыре раздела по кварталам 1998 года. Внутри разделов организации отсортированы по месяцам, внутри месяца по датам закрытия, внутри одной даты по номеру документа об отзыве или аннулировании лицензии.
| Таблица: - Дата — дата отзыва/аннулирования лицензии. - Приказ — номер приказа или иного документа об отзыве/аннулировании лицензии. - Регион — населённый пункт или регион регистрации банка. - Причина — основные причины отзыва или аннулирования лицензии организации. Выделение строк цветом: - — выделение светло-зелёным цветом означает, что лицензия организации была аннулирована. - — выделение светло-жёлтым цветом означает, что лицензия организации была отозвана. | Сокращения: - ЗАО — закрытое акционерное общество. - КБ — коммерческий банк. - н/д — нет данных. - ТОО — товарищество с ограниченной ответственностью. |

## 1 квартал
В разделе приведены кредитные организации, у которых в 1-м квартале 1998 года была отозвана или аннулирована лицензия.
| Наименование | Основ. | Лиц. | Дата       | Приказ | Регион                           | Причина | Прим. |
| ------------ | ------ | ---- | ---------- | ------ | -------------------------------- | --- | ----- |
| Январь       |        |      |            |        |                                  | |       |
| ТОО «Чегем»  | 1991   | 1628 | 01.01.1998 | 02-555 | пос. Чегем-1, Кабардино-Балкария | Неисполнение банком федеральных законов, регулирующих банковскую деятельность, нормативных актов Банка России, неудовлетворительное финансовое положение, неисполнение обязательств перед вкладчиками и кредиторами . | [ 1 ] |

## 2 квартал
В разделе приведены кредитные организации, у которых в 2-м квартале 1998 года была отозвана или аннулирована лицензия.

## 3 квартал
В разделе приведены кредитные организации, у которых в 3-м квартале 1998 года была отозвана или аннулирована лицензия.

## 4 квартал
В разделе приведены кредитные организации, у которых в 4-м квартале 1998 года была отозвана или аннулирована лицензия.
| Наименование          | Основ. | Лиц. | Дата       | Приказ | Регион  | Причина | Прим.       |
| --------------------- | ------ | ---- | ---------- | ------ | ------- | --- | ----------- |
| Октябрь               |        |      |            |        |         | |             |
| ТОО КБ «Крипс»        | 1992   | 1958 | 30.10.1998 | ОД-523 | Барнаул | Неисполнение банком требований федеральных законов, регулирующих банковскую деятельность, нормативных актов Банка России, задержка представления ежемесячной отчетности, неспособность удовлетворить требования кредиторов по денежным обязательствам и исполнить обязанность по уплате обязательных платежей | [ 2 ] [ 3 ] |
| ЗАО «Александровский» | 1993   | 2573 | 30.10.1998 | ОД-524 | Москва  | Неисполнение банком требований федеральных законов, регулирующих банковскую деятельность, нормативных актов Банка России, задержка представления ежемесячной отчетности, неспособность удовлетворить требования кредиторов по денежным обязательствам и исполнить обязанность по уплате обязательных платежей | [ 4 ] [ 5 ] |
| Декабрь               |        |      |            |        |         | |             |
| ТОО «Мосинвестбанк»   | 1994   | 3094 | 31.12.1998 | ОД-639 | Москва  | Неисполнение банком требований федеральных законов, регулирующих банковскую деятельность, а также нормативных актов Банка России. | [ 6 ]       |

### Комментарии
1. ↑  По инициативе Банка России.
2. ↑  По инициативе собственников компании или в порядке её реорганизации.